# Église Dominus flevit
L'église Dominus flevit est une église catholique de Jérusalem, située sur le mont des Oliviers. Les franciscains de la custodie de Terre sainte en assurent les offices. Elle commémore l’endroit où, selon la tradition chrétienne, Jésus pleura sur Jérusalem en prédisant sa destruction (Luc 19:41-44)

## Historique
L’édifice actuel a été construit récemment au XXe siècle (1955), mais il est situé sur un site très ancien, comme l'ont prouvé les fouilles archéologiques menées lors de la construction avec la découverte d'une tombe cananéenne et d'une nécropole utilisée entre 136 av. J.-C. et 300 ap. J.-C. Ce lieu est censé être celui où Jésus, lorsqu’il revient à Jérusalem avec ses disciples, pleure en entrant dans la ville. Ainsi, la locution latine Dominus flevit se traduit par « le Seigneur a pleuré ».
Ce site se situe sur le trajet des processions allant du mont des Oliviers jusqu’au Saint-Sépulcre. Un monastère s’est établi très tôt dès le Ve siècle. Après le siège de Jérusalem de 1187, l’église fut abandonnée, puis une mosquée construite sur ses ruines au XVIe siècle.
À partir de 1891, les franciscains veulent rebâtir l’église et commencent par construire une petite chapelle auprès du site. En 1953, l’architecte Antonio Barluzzi, à qui on doit d’autres édifices comme l’église de Toutes-les-Nations à Gethsémani, construit le nouvel édifice, pendant que des fouilles archéologiques sont menées.

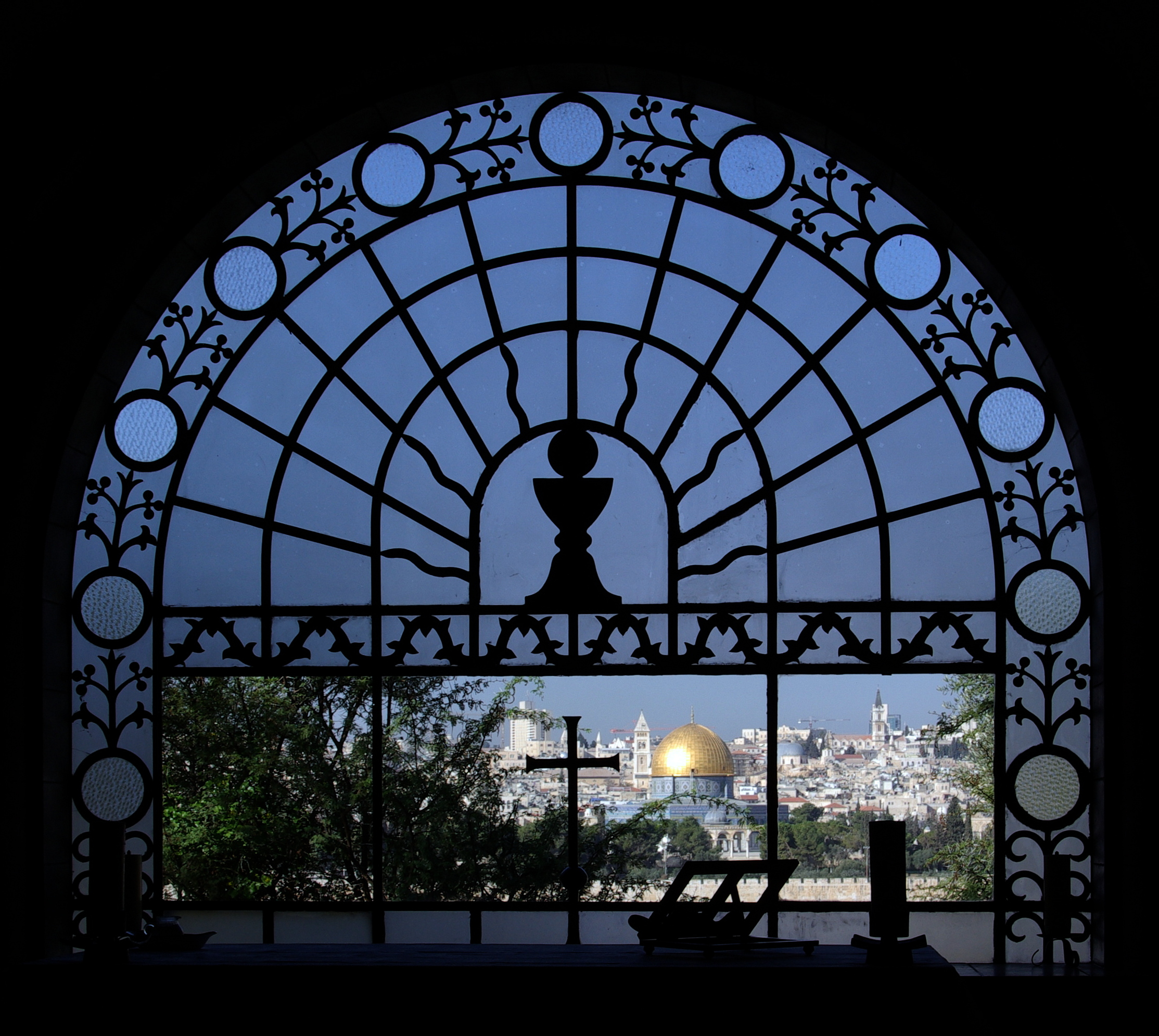
Vue sur Jérusalem et le dôme du Rocher par la baie du Dominus flevit.
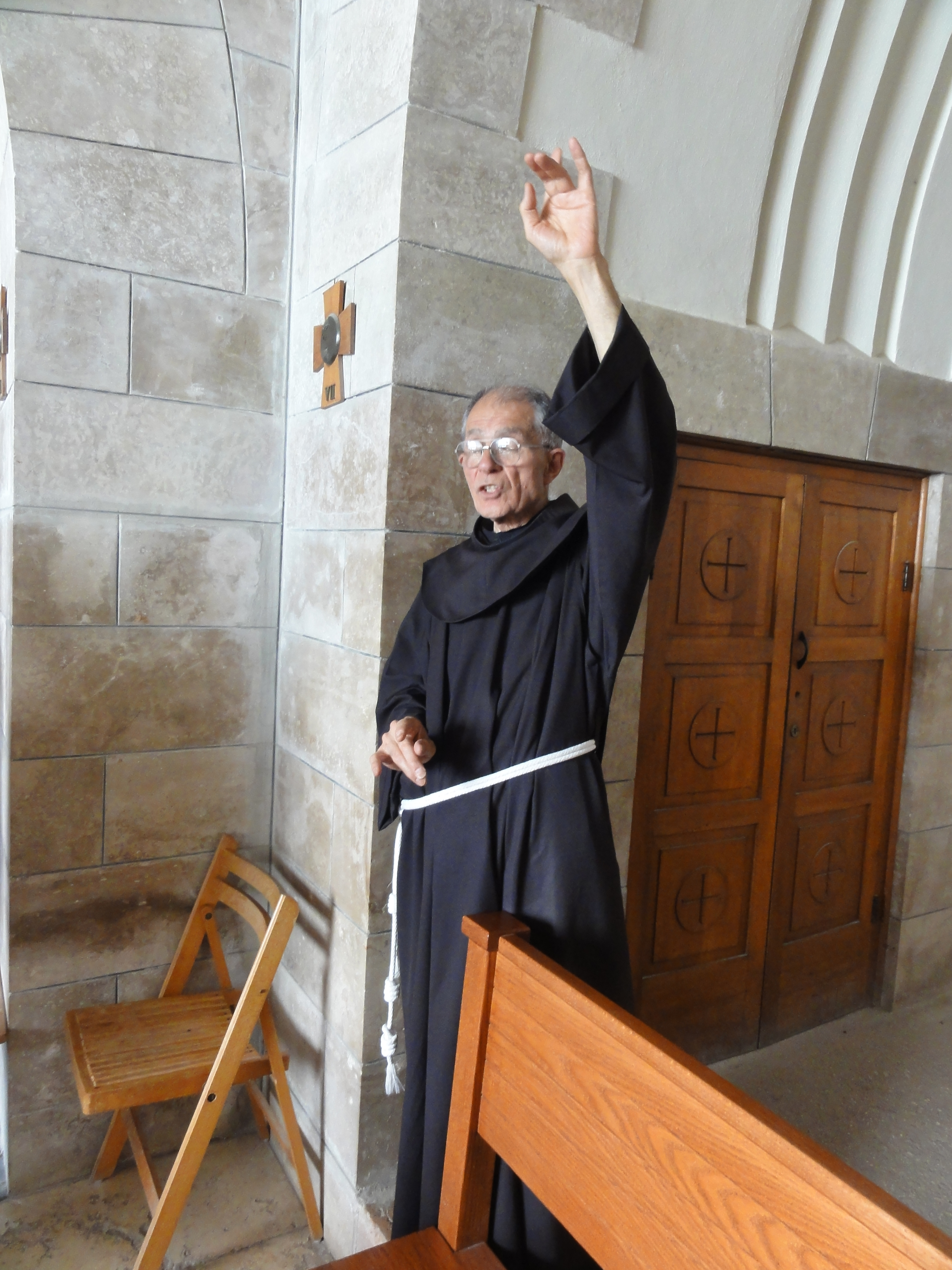
Un franciscain faisant visiter l'église.

## Importance spirituelle et symbolique
Dominus Flevit est un lieu de prière et de méditation qui commémore l’épisode rapporté dans Luc 19:41-44 :
« 41 Étant ensuite arrivé proche de Jérusalem, et regardant la ville, il pleura sur elle, en disant :42 ‘Ah ! si tu reconnaissais, au moins en ce jour qui t’est encore donné, ce qui peut te procurer la paix ! Mais maintenant tout cela est caché à tes yeux. 43 Aussi viendra-t-il un temps malheureux pour toi, où tes ennemis t’environneront de tranchées ; ils t’enfermeront, et te serreront de toutes parts ; 44 ils te renverseront par terre, toi et tes enfants qui sont au milieu de toi, et ils ne te laisseront pas pierre sur pierre : parce que tu n’as pas connu le temps auquel Dieu t’a visitée.’ »
41 Et ut appropinquavit, videns civitatem flevit super illam, dicens : 42 Quia si cognovisses et tu, et quidem in hac die tua, quæ ad pacem tibi : nunc autem abscondita sunt ab oculis tuis. 43 Quia venient dies in te : et circumdabunt te inimici tui vallo, et circumdabunt te : et coangustabunt te undique : 44 et ad terram prosternent te, et filios tuos, qui in te sunt, et non relinquent in te lapidem super lapidem : eo quod non cognoveris tempus visitationis tuæ.
Ce lieux de commémoration fait mémoire de l’expression de la tristesse de Jésus face au destin de Jérusalem; de l’annonce de la destruction de la ville en 70 apr. J.-C., interprétée comme l’accomplissement de cette prophétie et d'un appel à conversion centrales dans le message évangélique.

### Articles liés
- Entrée de Jésus à Jérusalem
- Lieux de station de la liturgie de Jérusalem